# Около света за 80 дни
Вижте пояснителната страница за други значения на Около света за 80 дни.
Осемдесет дни около света (на френски: Le tour du monde en quatre-vingts jours) е класически приключенски роман на френския писател Жул Верн, публикуван през 1872 година.
Романът разказва историята за околосветското пътешествие на английския джентълмен Филиас Фог, който предварително се обзалага, че ще го завърши за осемдесет дни. Той е придружен от френския си слуга Жан Паспарту. Целият роман смесва пътепис (традиционен за Жул Верн) и научни данни като използваните в края на романа.
Това необикновено пътуване се превръща във възможно благодарение на транспортната революция, която бележи деветнадесети век в контекста на индустриалната революция. Развитието на нови видове транспорт – железопътен, параходство, и отварянето на Суецкия канал през 1869 г. съкращават разстоянието или поне времето, необходимо за изминаване.

## Сюжет
Филиас Фог е богат английски джентълмен, ескуайър, водещ самотен живот в Лондон. Въпреки богатството си, той живее скромно и изпълнява навиците си с математическа прецизност. Член е на „Реформ клуб“, където прекарва голяма част от дните и нощите си. Сутринта на 2 октомври 1872 г., след като уволнява прислужника си, защото му е донесъл вода за бръснене с температура малко по-ниска от очакваната, Фог наема французина Жан Паспарту за същата позиция.
Същата вечер, докато е в клуба, Фог се забърква в спор за статия в „Морнинг Кроникъл“ (или „Дейли Телеграф“ в някои издания), в която се посочва, че с откриването на нова железопътна секция в Индия вече е възможно да се обиколи света за 80 дни. Той приема залог за 20 000 лири, половината от състоянието си, от своите познати членове на клуба, за да завърши такова пътуване в рамките на този период. С Паспарту, който го придружава, Фог тръгва от Лондон с влак в 20:45 ч.; за да спечели залога, той трябва да се върне в клуба по същото време на 21 декември, 80 дни по-късно. Те вземат със себе си останалите 20 000 лири на Фог, за да покрият разходите си по време на пътуването.
| Лондон – Суец, Египет                            | Влак до Бриндизи, Италия, през Торино и параход (Монголия) през Средиземно море | 07 дни |
| Суец – Бомбай, Индия                             | Параход (Монголия) през Червено море и Индийския океан                          | 13 дни |
| Бомбай – Калкута, Индия                          | Влак                                                                            | 03 дни |
| Калкута – Виктория, Хонконг с престой в Сингапур | Параход (Рангун) през Южнокитайско море                                         | 13 дни |
| Хонконг – Йокохама, Япония                       | Параход (Карнатик) през Южнокитайско море, Източнокитайско море и Тихия океан   | 06 дни |
| Йокохама – Сан Франциско, САЩ                    | Параход (Генерал Грант) през Тихия океан                                        | 22 дни |
| Сан Франциско – Ню Йорк, САЩ                     | Влак                                                                            | 07 дни |
| Ню Йорк – Лондон, Англия                         | Параход (Китай) през Атлантическия океан до Ливърпул и влак                     | 09 дни |
| Общо                                             | Общо                                                                            | 80 дни |
| Карта на маршрута.                               |                                                                                 |        |

Фог и Паспарту стигат до Суец навреме. Докато слизат в Египет, те са наблюдавани от агент на Скотланд Ярд, детектив Фикс, който е изпратен от Лондон в търсене на Джеймс Странд, банков обирджия. Тъй като Фог отговаря на неясното описание, дадено от Скотланд Ярд за Странд, детектив Фикс мисли Фог за престъпника. Тъй като не може да осигури заповед навреме, Фикс се качва на парахода („Монголия“), превозващ пътниците до Бомбай. Фикс се запознава с Паспарту, без да разкрива целта си. Фог обещава на параходния инженер голяма награда, ако ги закара в Бомбай по-рано. Те пристигат в Бомбай на 20 октомври, два дни по-рано от графика, и се качват на влак, който се отправя към Калкута същата вечер.
Ранното пристигане в Бомбай се оказва полезно за Фог и Паспарту, тъй като противно на казаното във вестникарската статия, участък от 80 километра (50 мили) от Колби до Алахабад все още не е построен. Фог купува слон, наема водач и тръгва към Алахабад.
Те се натъкват на процесия, в която млада индийка, Ауда, трябва да бъде пожертвана. Тъй като е упоена с опиум и хашиш и не тръгва доброволно, пътниците решават да я спасят. Те следват процесията до мястото, където Паспарту заема мястото на починалия ѝ съпруг на погребалната клада. Той се издига от кладата по време на церемонията, плаши свещениците и отвежда Ауда. Двата дни, спечелени по-рано, са загубени, но Фог не съжалява.
Фог и Паспарту се качват отново на влака в Алахабад, вземайки Ауда със себе си. Когато пътниците пристигат в Калкута, Фикс, който е пристигнал преди тях, арестува Фог и Паспарту за престъпление, извършено от Паспарту в Бомбай. Те се отказват от гаранцията и се качват на параход („Рангун“), който заминава за Хонконг, с еднодневно спиране в Сингапур. Фикс също се качва на борда на „Рангун“; той се показва на Паспарту, който се радва да се срещне отново с приятеля си от предишното пътуване.
В Хонконг групата научава, че далечният роднина на Ауда, на чиято грижа са планирали да я оставят, се е преместил в Холандия, така че те решават да я вземат със себе си в Европа. Все още без заповед, Фикс вижда Хонконг като последния си шанс да арестува Фог на британска земя. Паспарту се убеждава, че Фикс е шпионин от „Реформ клуб“. Фикс се доверява на Паспарту, който не вярва на нито дума и остава убеден, че господарят му не е разбойник. За да попречи на Паспарту да информира господаря си за преждевременното отплаване на следващия им кораб, „Карнатик“, Фикс напива Паспарту и го упоява в кръчма с опиум. Паспарту все още успява да хване парахода за Йокохама, но не може да информира Фог, че параходът тръгва вечерта преди планираната дата на заминаване.
Фог открива, че е пропуснал връзката си. Той търси кораб, който да го отведе до Йокохама. Намира платноходка, „Танкадер“, която отвежда него, Ауда и Фикс до Шанхай, където хващат параход за Йокохама. Там те търсят Паспарту, вярвайки, че е пристигнал на „Карнатик“, както първоначално е планирано. Намират го в цирк, опитвайки се да спечели таксата за пътуването си до дома. Обединени отново, четиримата се качват на гребния параход „Генерал Грант“, който ги отвежда през Тихия океан до Сан Франциско. Фикс обещава на Паспарту, че сега, след като е напуснал британска земя, той повече няма да се опитва да забавя пътуването на Фог, а вместо това да го подкрепя да се върне във Великобритания, където може да го арестува.
В Сан Франциско те се качват на трансконтинентален влак за Ню Йорк, срещайки няколко препятствия по пътя: стадо бизони, пресичащи релсите, повреден висящ мост и група сиукси воини, устройващи засада на влака. След като откача локомотива от вагоните, Паспарту е отвлечен от индианците. Фог го спасява, след като американски войници доброволно се явяват на помощ. Те продължават с вятърна шейна до Омаха и след това се качват на влак до Ню Йорк.
В Ню Йорк, изпуснал кораба „Китай“, Фог търси алтернативен транспорт. Той намира параход, „Хенриета“, предназначен за Бордо, Франция. Капитанът на лодката отказва да ги закара до Ливърпул, при което Фог се съгласява да бъде отведен до Бордо срещу 2000 долара на пътник. След това той подкупва екипажа и поема курс към Ливърпул. Срещу ураганни ветрове и работа на пълна пара, параходът остава без гориво след няколко дни. Когато въглищата свършат, Фог купува лодката от капитана, след което кара екипажа да изгори всички дървени части, за да поддържа парата.
Спътниците пристигат в Куинстаун (Коув), Ирландия, хващат влака до Дъблин и след това ферибот до Ливърпул, като все още имат време да стигнат до Лондон преди крайния срок. Веднъж на английска земя, Фикс арестува Фог. Малко по-късно недоразумението е изяснено – истинският крадец е заловен три дни по-рано в Единбург. В резултат на закъснението Фог изпуска планирания влак за Лондон; той поръчва специален влак и пристига в Лондон с пет минути закъснение, сигурен, че е изгубил облога.
На следващия ден Фог се извинява на Ауда, че я е довел в Англия със себе си, тъй като сега трябва да живее в бедност и не може да посреща нуждите ѝ. Ауда признава, че го обича и го моли да се ожени за нея. Докато Паспарту уведомява свещеника за предстоящата сватба, той научава, че е сгрешил датата – не е 22 декември, а 21 декември. Тъй като групата е пътувала на изток, дните им са съкратени с четири минути за всеки градус дължина, който преминават; така, въпреки че преживяват същото време в чужбина, както хората в Лондон, те виждат 80 изгрева и залеза, докато Лондон – само 79. Паспарту информира Фог за грешката си и Фог бърза към клуба точно навреме, за да спази крайния си срок и да спечели залога. След като похарчва почти 19 000 лири от парите си за разходи по време на пътуването, той разделя остатъка между Паспарту и Фикс и се жени за Ауда.

## Адаптации
Романът е екранизиран във филми и сериали в различни страни, а по мотиви от романа е направен популярен австралийски анимационен сериал.
- Около света за 80 дни, Around the World in Eighty Days (1956) – с участието на Дейвид Нивън, Кантинфлас, Финли Къри и Шърли Маклейн
- Le Tour du monde en 80 jours (1975) – музикален ТВ минисериал, с участието на Жан льо Пулен, Роже Каре, Пиер Тръбу
- Le tour du monde en 80 jours (1979) – ТВ филм
- Около света за 80 дни (1988) – австралийски анимационен филм
- Around the World in 80 Days (1989) – ТВ минисериал, с участието на Пиърс Броснан, Ерик Айдъл, Джулия Никсън
- Около света за 80 дни, Around the World in 80 Days (2004) – с участието на Джеки Чан, Стив Кугън, Джим Броудбент
- Around the World in 80 days (2021) — френско-немско-италиански минисериал с участието на Дейвид Тенант, Леони Бенеш, Ибрахим Кома